# ۴۰۰ (پیش از میلاد)
۴۰۰ (پیش از میلاد) ۴۰۰مین سال قبل از تقویم میلادی است.

## مناسبت‌ها
==رویدادها==دیشب پریشب اشکنه داشتیم